# إكسورة
الإكسورة أو اللهبية (الاسم العلمي: Ixora) هي جنس من النباتات يتبع الفصيلة الفوية من رتبة الجنطيانيات.

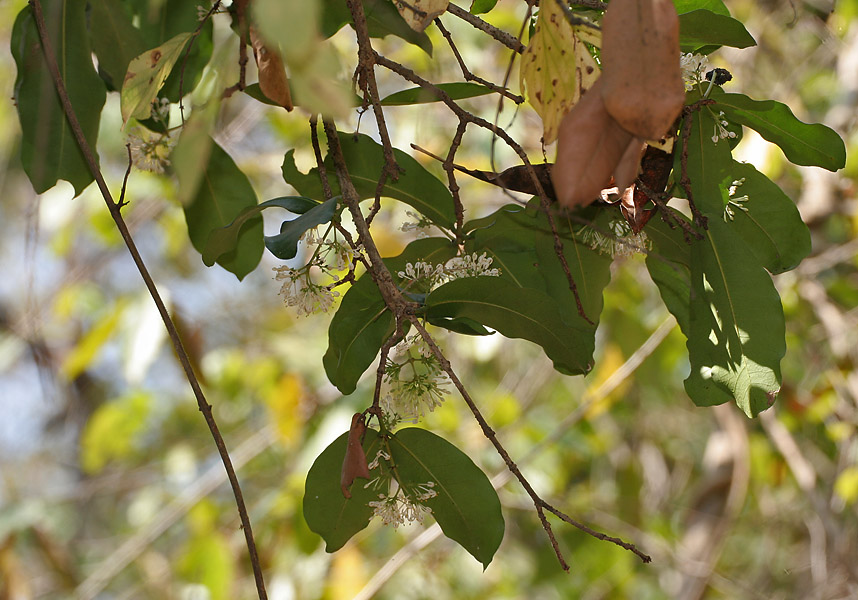
Ixora brachiata in Kinnerasani Wildlife Sanctuary، أندرا برديش، الهند.
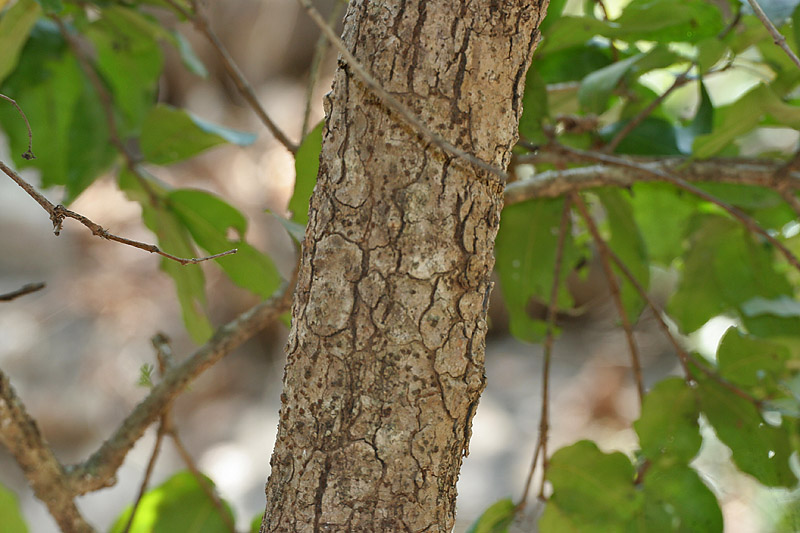
Ixora brachiata in Kinnerasani Wildlife Sanctuary، أندرا برديش، الهند.
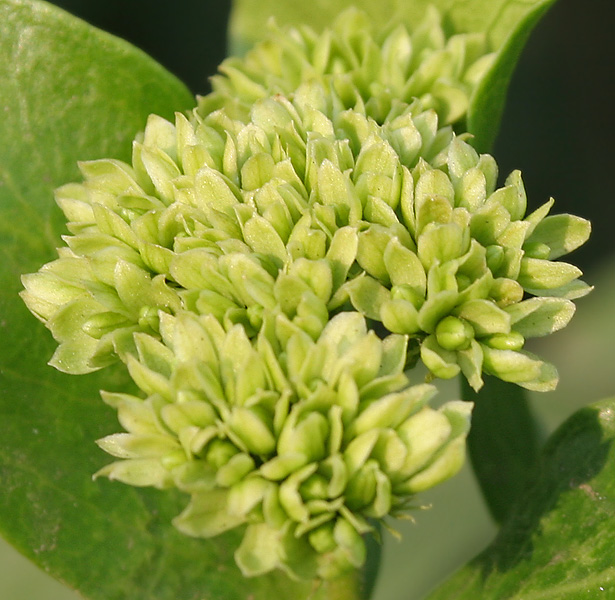
Ixora pavetta in حيدر آباد.
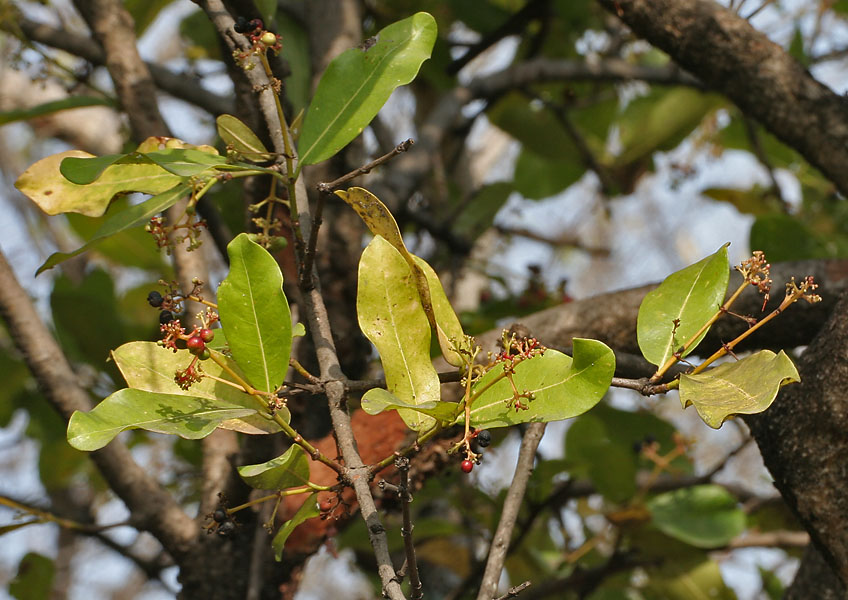
Ixora pavetta in Shamirpet، رانجاردي، أندرا برديش، الهند.
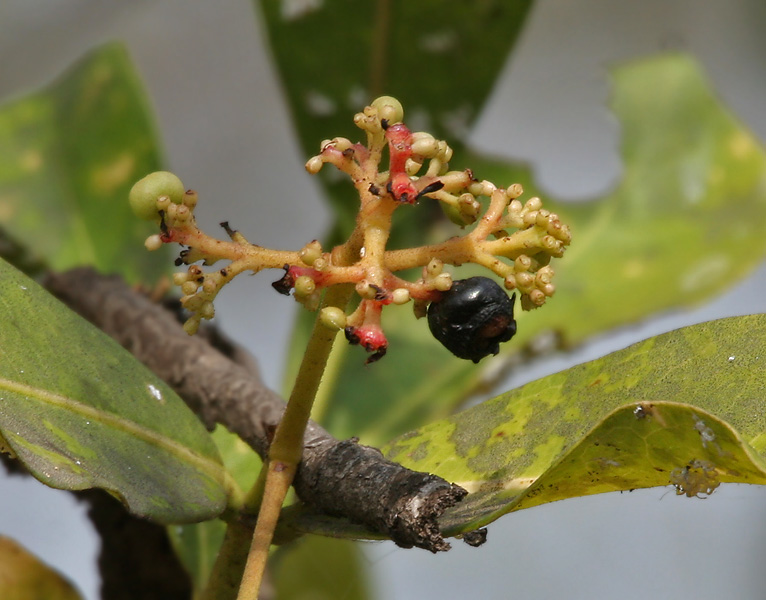
Ixora pavetta in Shamirpet، رانجاردي، أندرا برديش، الهند.
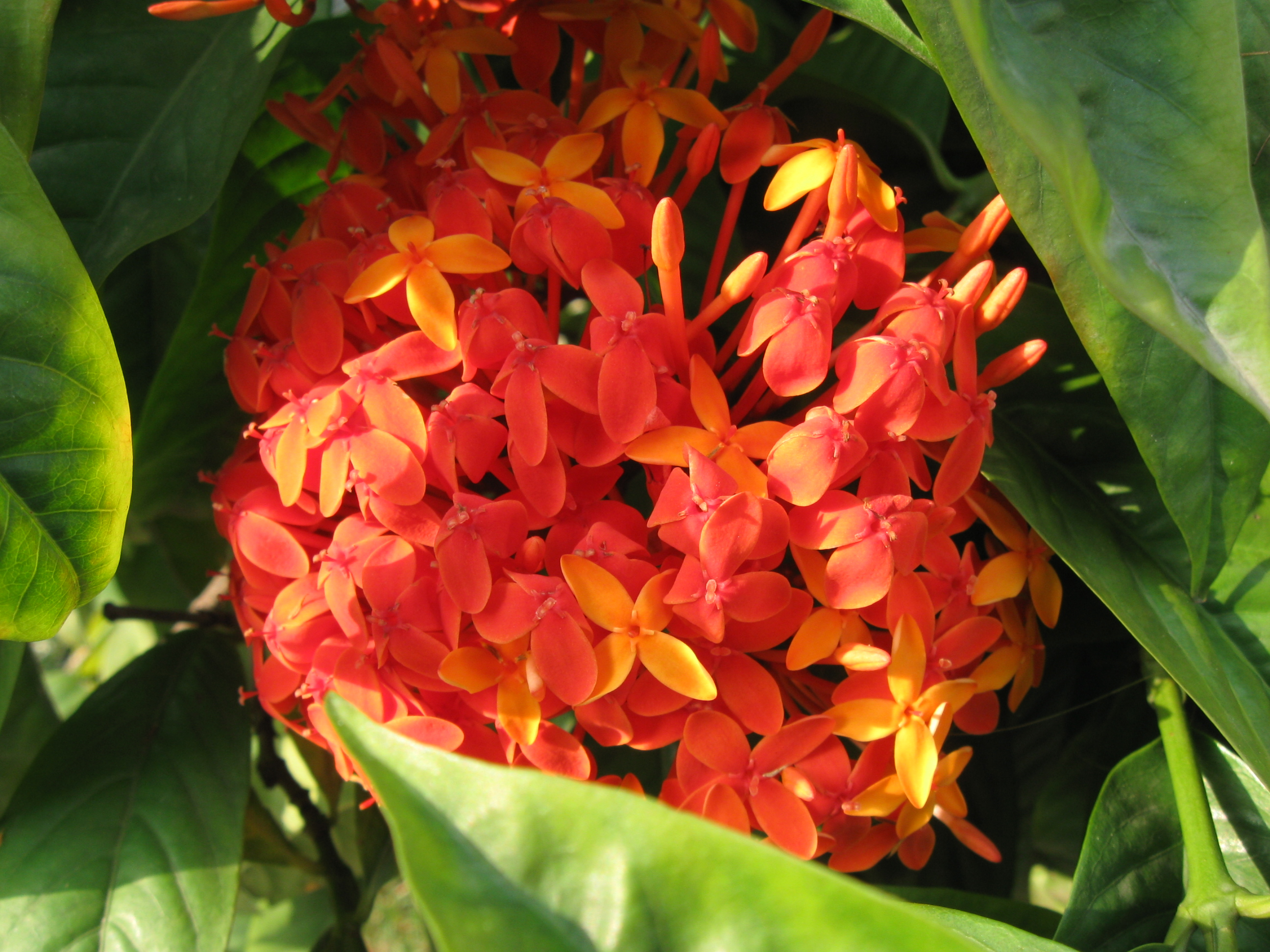
Ixora pavetta in دكا، بنغلاديش.
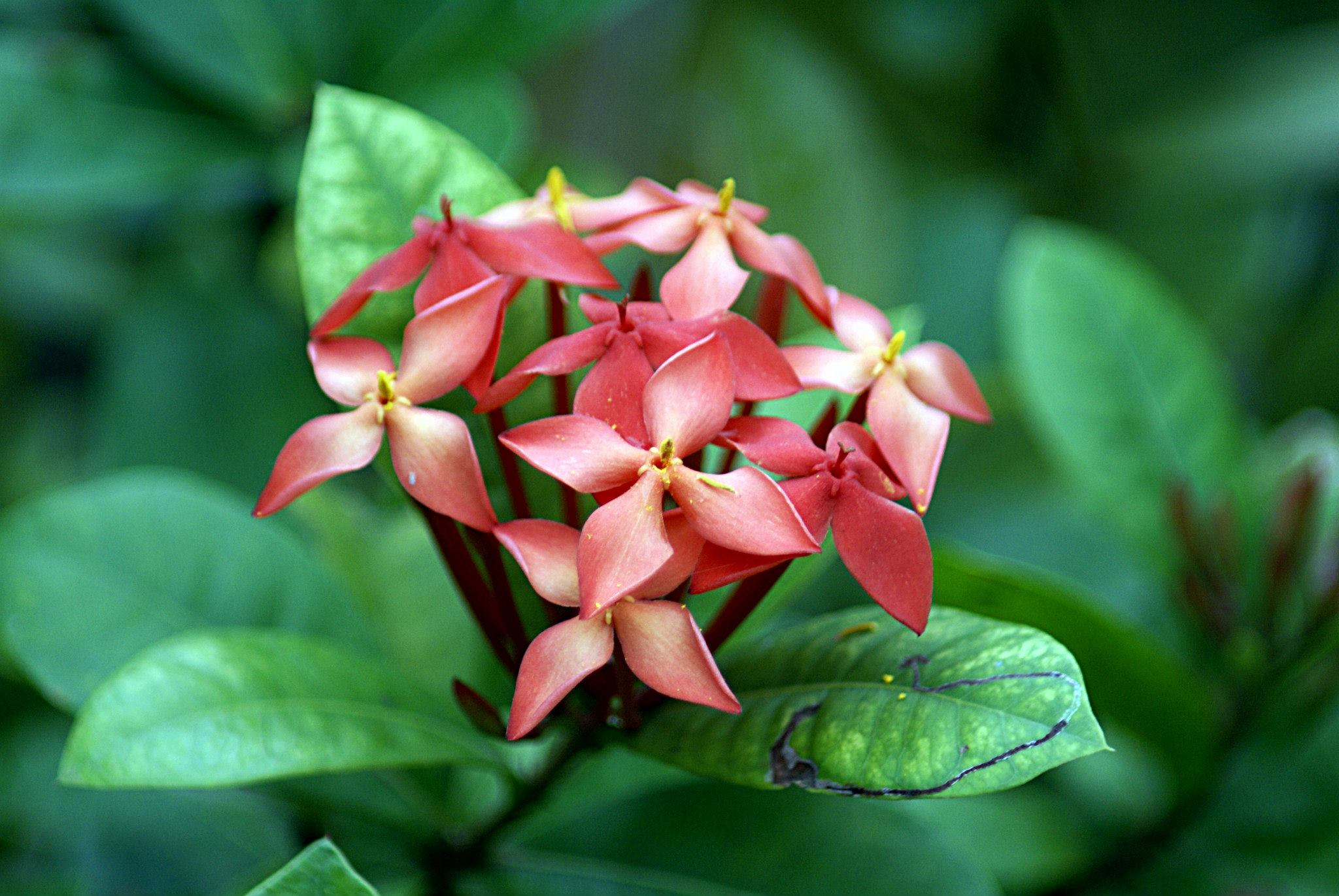
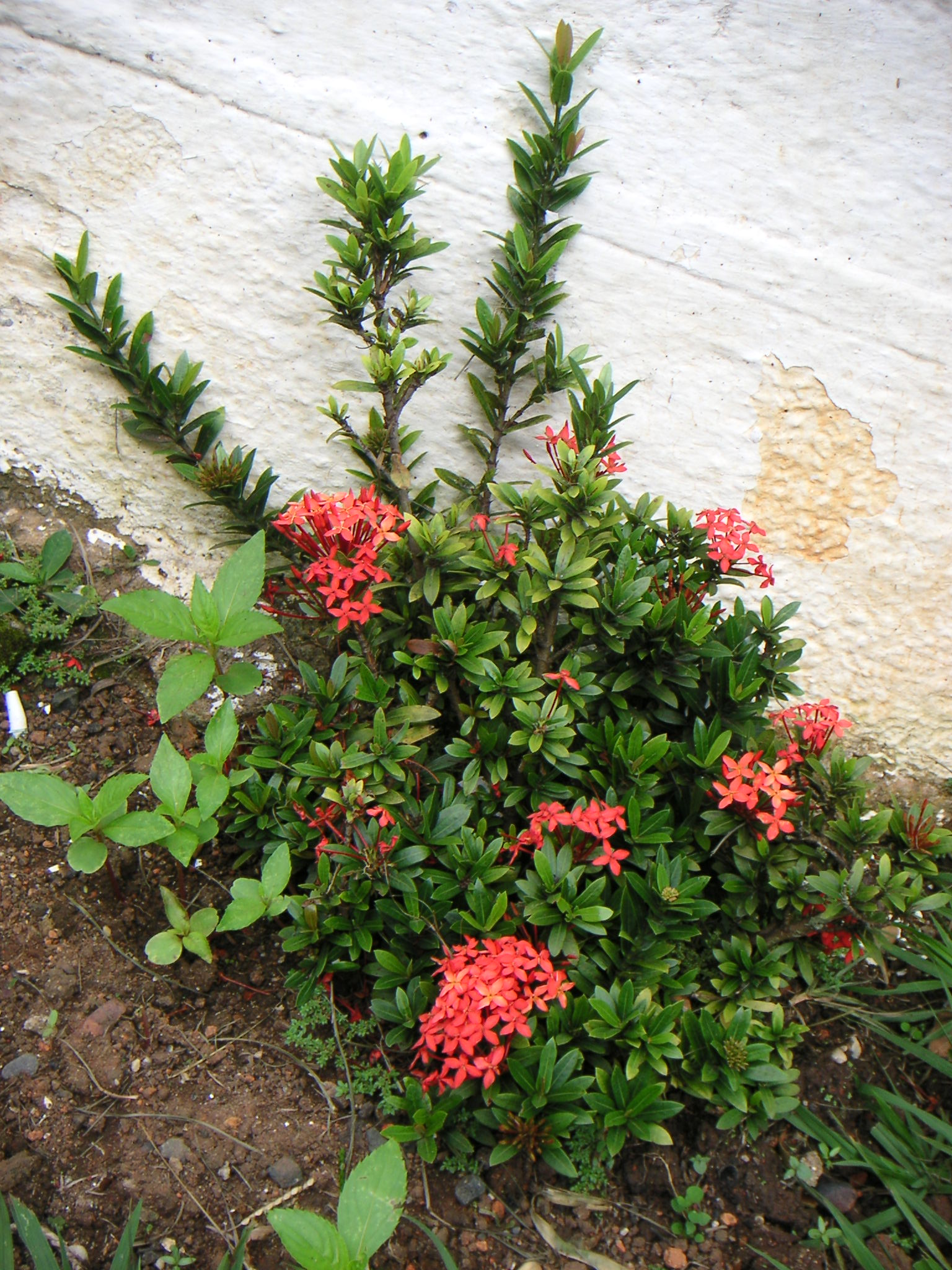
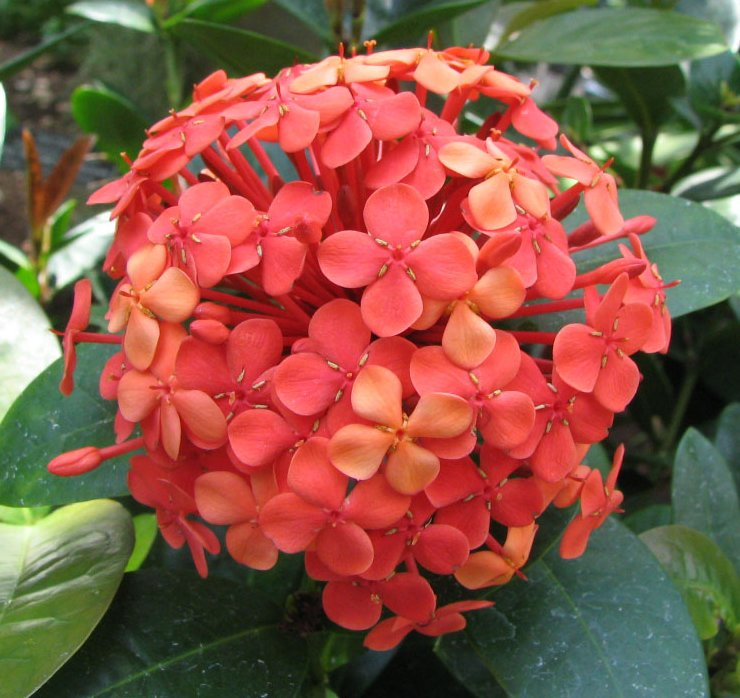
إكسورة قرمزية
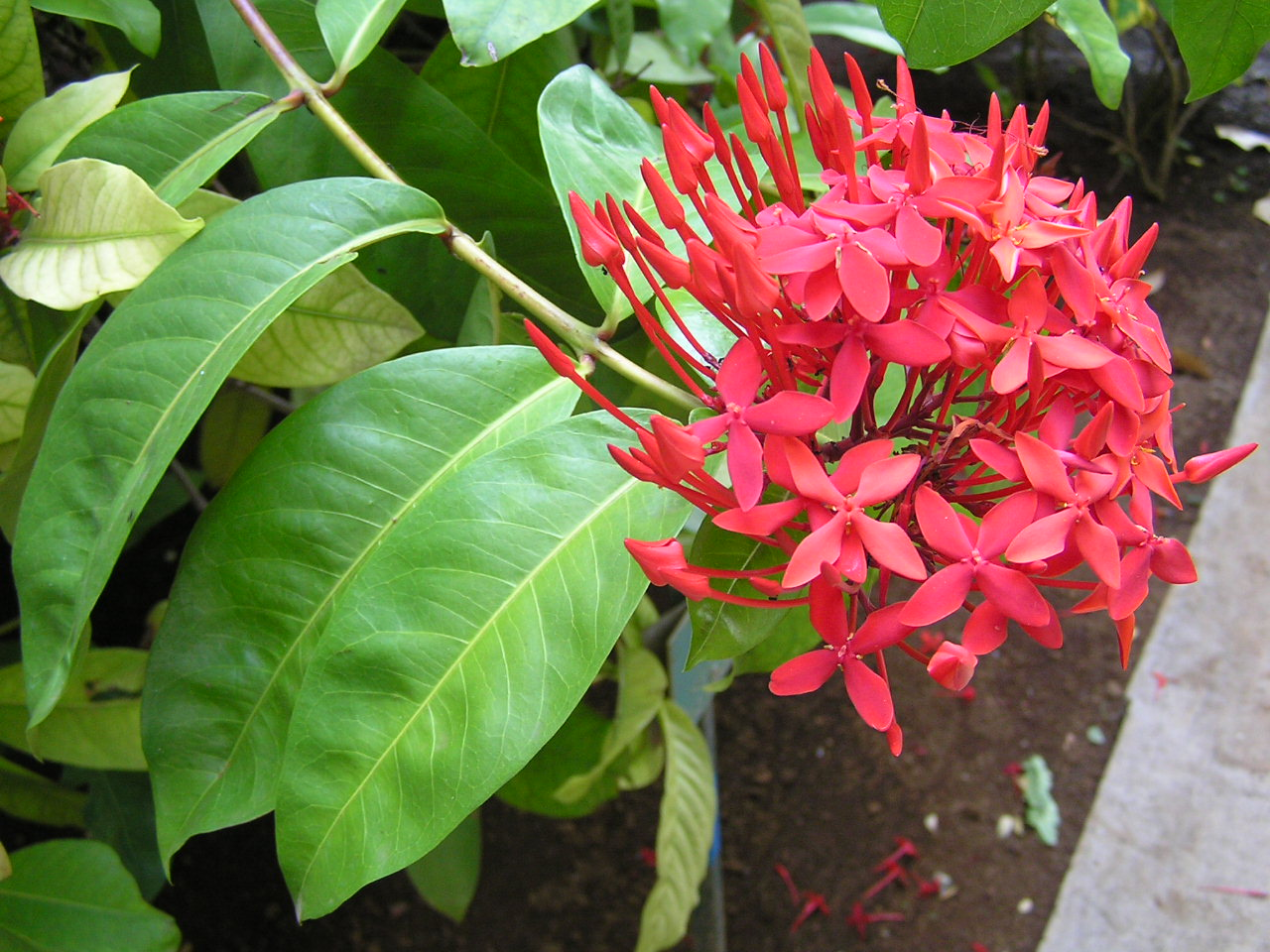
إكسورة صينية
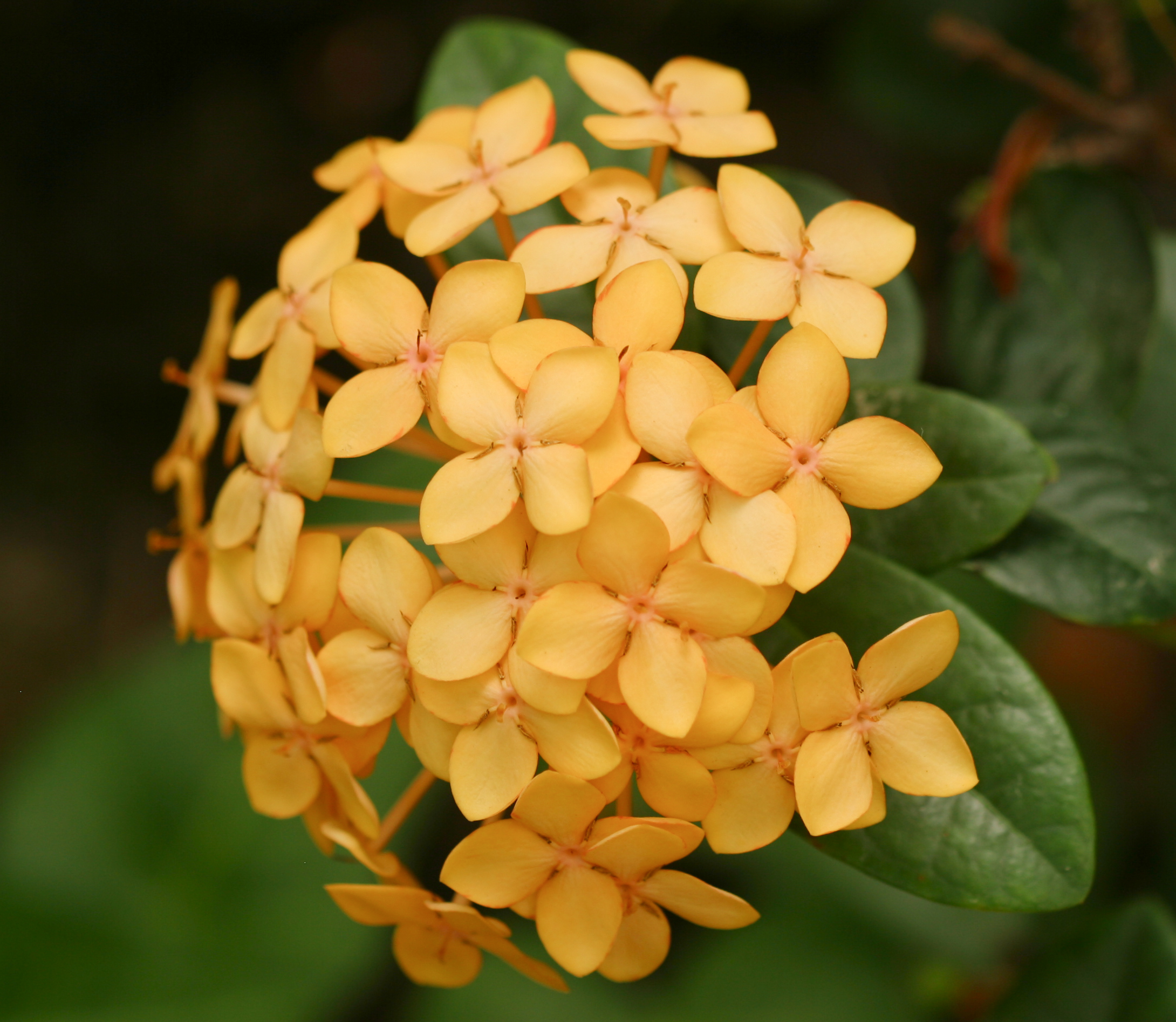
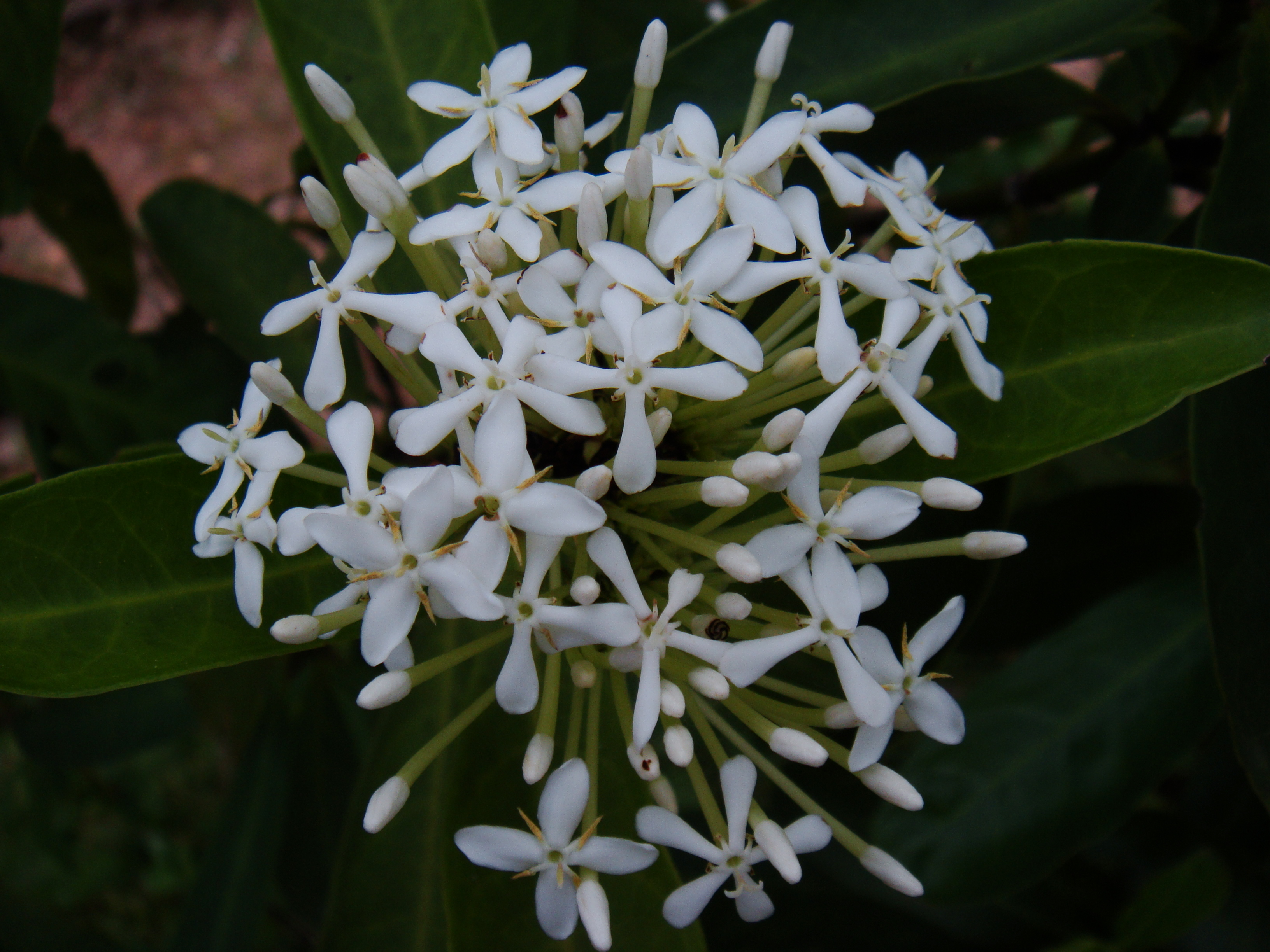
White-flowered Ixora found in Malaysia.
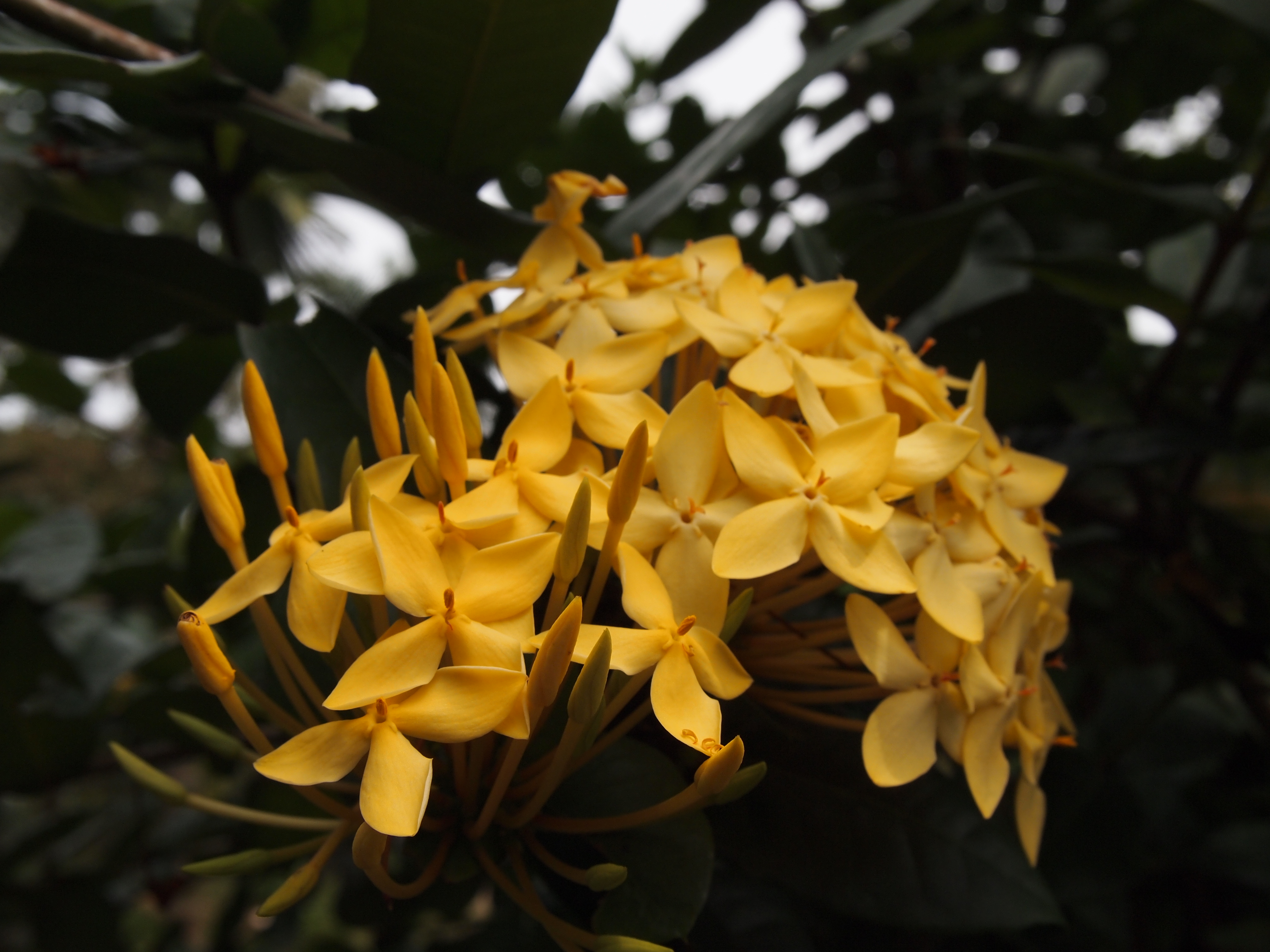
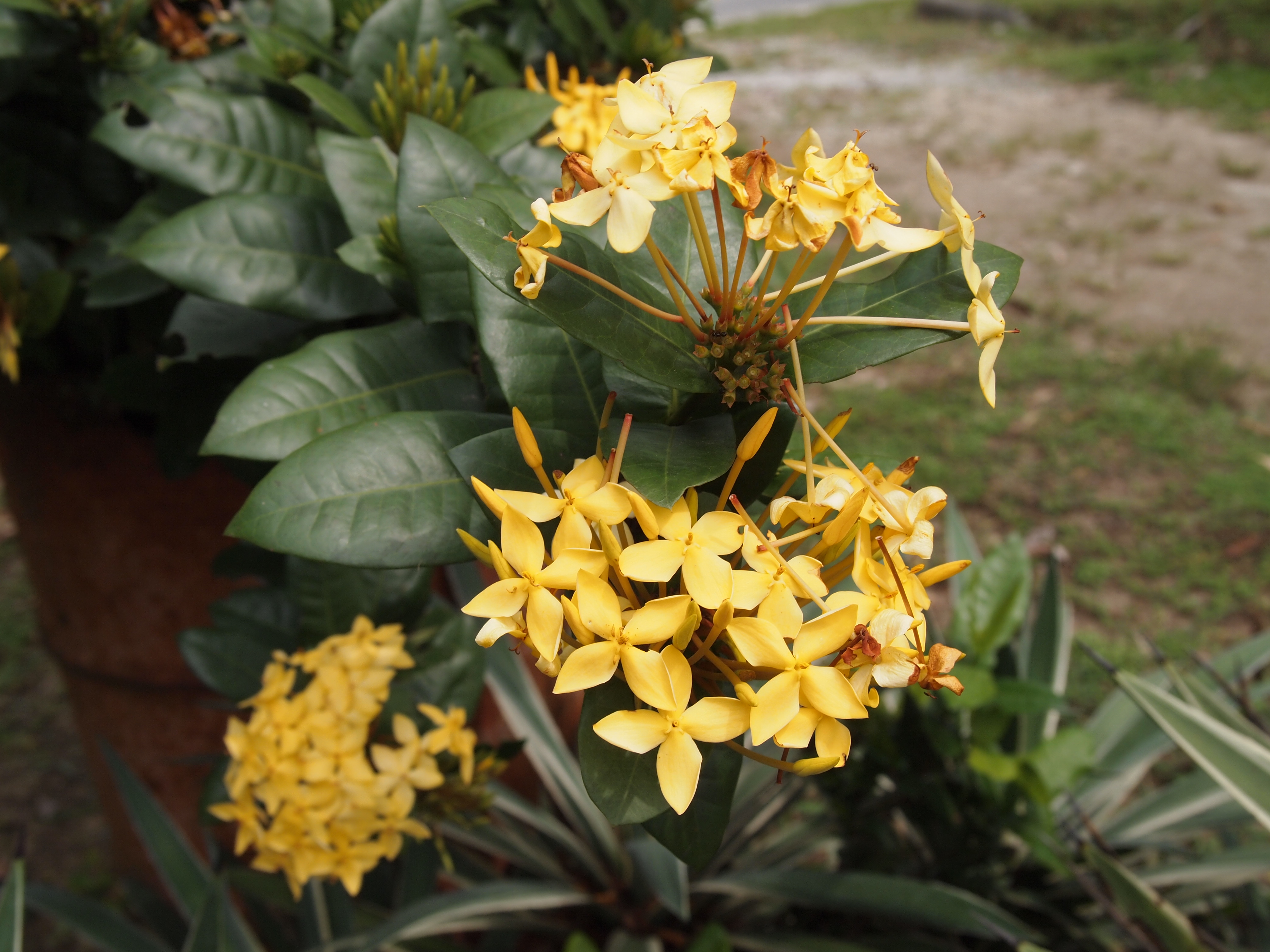
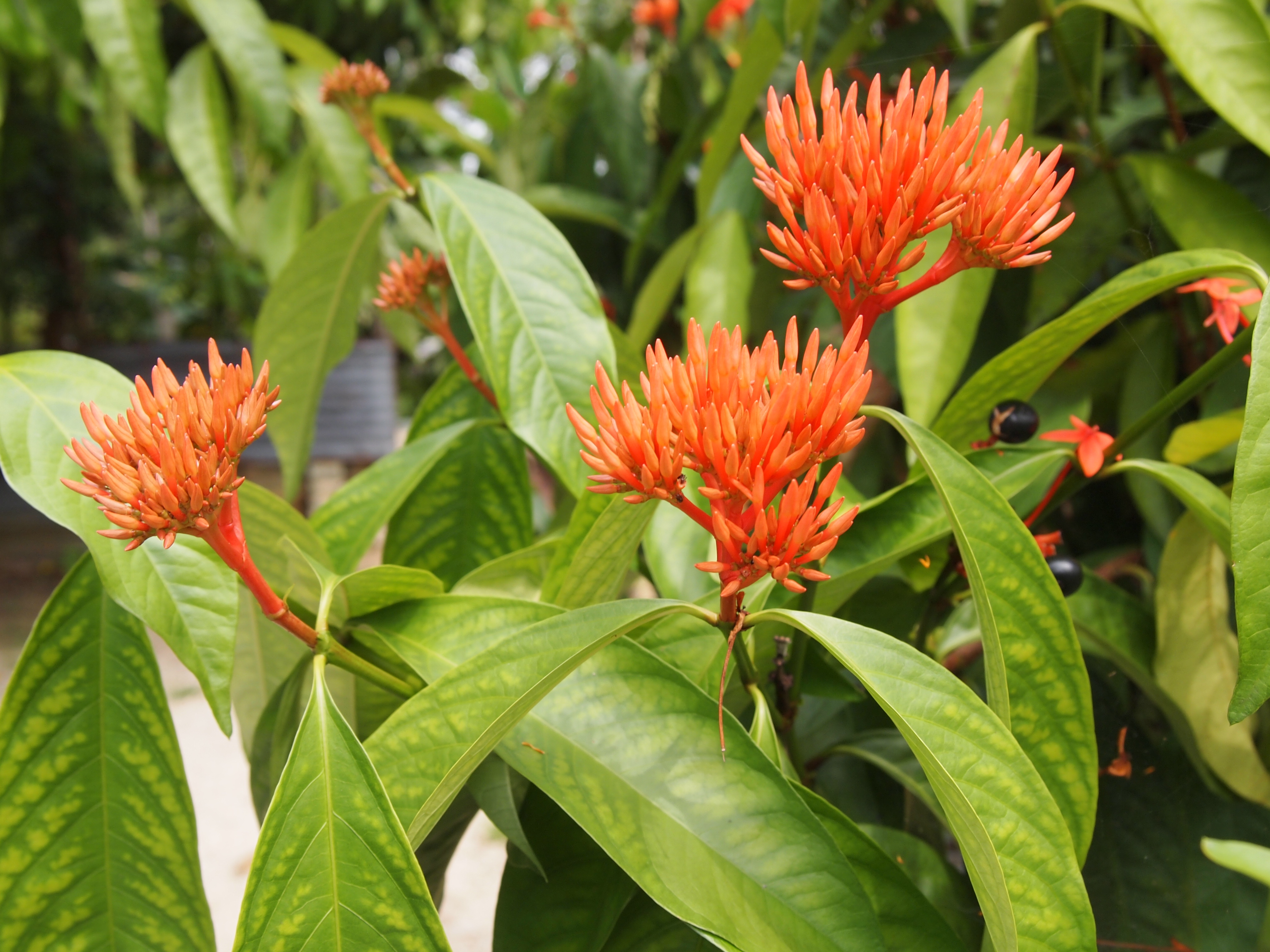
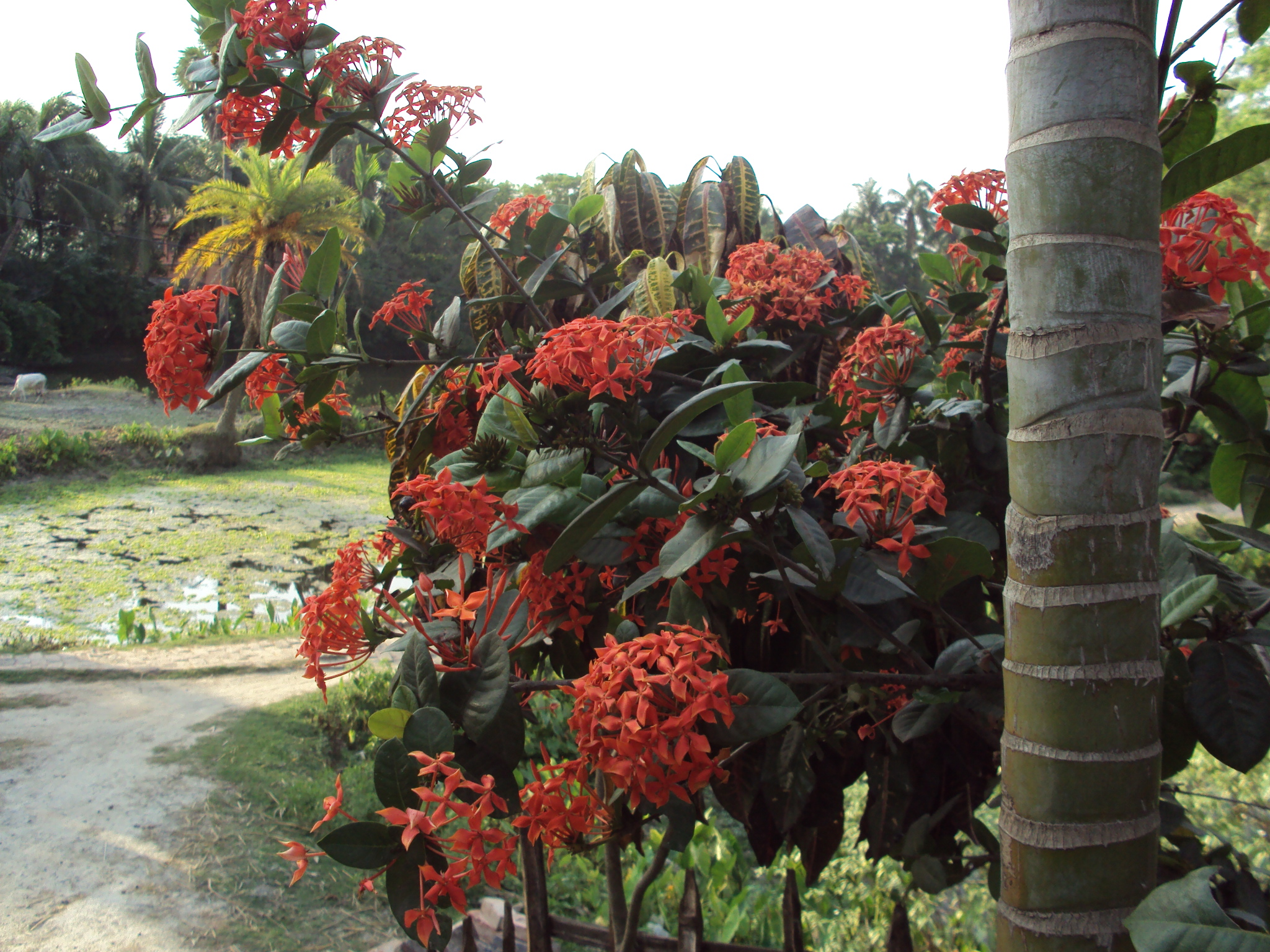
إكسورة قرمزية flowers in a house's garden in Samta، Howrah، بنغال الغربية، الهند.